# 大勳位蘭花章
大勳位蘭花章是滿洲國的勳章。該勳章是滿洲國最高等級的勳章。根據1934年3月1日制定、4月19日發佈的大滿洲帝國勅令第一號設立。
大勳位蘭花章下設大勳位蘭花章頸飾、大勳位蘭花大綬章兩個勳位。其對應於大日本帝國的大勳位菊花章。該勳章由日本雕刻家畑正吉設計、日本造幣局負責製作。1945年8月滿洲國滅亡後終止頒發。
蘭花章頒發的總數不詳。1934年至1941年期間，獲頒大勳位蘭花章頸飾的共有溥儀和昭和天皇二人。1945年，又頒發了數枚頸飾級的勳章，羅馬尼亞國王米哈伊一世可能是授勳者之一。